# Chikkamalali, Piriyapatna
Chikkamalali là một làng thuộc tehsil Piriyapatna, huyện Mysore, bang Karnataka, Ấn Độ.